# 山下康介
山下康介（1974年2月17日—）是日本静冈县滨松市出身的作曲家。他的最出名作品有动画片《数码宝贝合體战争》、《异域传说动画版》、特摄片《魔法战队魔法连者》及《海贼战队豪快者》等等。后来山下被成为Project.R的成员。
他是日本作编曲家协会的董事会成员。

## 主要作品
- 《三色猫推理系列》（1996年）[3]
- 《魔法战队魔法连者》（2005年）
- 《异域传说动画版》（2005年）[4]
- 《花样男子》（2005年）[5]
- 《异域传说Ｉ＆ＩＩ》（2006年）[6]
- 《诈欺猎人》（2006年）[7]
- 《龙鸣》（2007年）[8]
- 《你好 安妮 ～Before Green Gables》（编曲）（2009年）[9]
- 《数码宝贝合體战争》（2010年）[10]
- 《完美小姐进化论》（2010年）[11]
- 《海贼战队豪快者》（2011年）
- 《海贼战队豪快者 The Movie 飛天幽灵船》（2011年）[12]
- 《花牌情缘》（2011年）[13]
- 《假面騎士鎧武》（2013年）
- 《即使如此世界依然美丽》（2014年）[14]
- 《手里剑战队忍忍者》（2015年）
- 《假面騎士聖刃》（2020年）